# Scorton, North Yorkshire
Scorton är en ort och civil parish i Storbritannien.   Den ligger i grevskapet North Yorkshire och riksdelen England, i den centrala delen av landet, 300 km norr om huvudstaden London. Scorton ligger 56 meter över havet och antalet invånare är 1 012.
Terrängen runt Scorton är platt, och sluttar österut. Runt Scorton är det ganska tätbefolkat, med 65 invånare per kvadratkilometer. Närmaste större samhälle är Darlington, 14,6 km norr om Scorton. Trakten runt Scorton består till största delen av jordbruksmark.